# Vicente Blanco
Pour les articles homonymes, voir Blanco.
Vicente Blanco (né le 15 mars 1884 à Deusto et mort le 24 mai 1957 à Bilbao) est un coureur cycliste espagnol. Professionnel de 1907 à 1913, il est notamment sacré champion d'Espagne sur route à deux reprises. En 1910, il devient le deuxième cycliste espagnol dans l'histoire à participer au Tour de France, après Joseph Habierre sur l'édition 1909.

## Palmarès
- 1908
  -  Champion d'Espagne sur route
  - 2e du championnat du Pays basque
- 1909
  -  Champion d'Espagne sur route
  - Madrid-Tolède-Madrid
  - Irun-Pampelune-Irun :
    - Classement général
    - 1re et 2e étapes
- 1910
  -  Champion d'Espagne de demi-fond
- 1911
  - 3e du Tour de Catalogne
- 1912
  - 6e du Tour de Catalogne

## Résultats sur les grands tours

### Tour de France
1 participation
- 1910 : abandon